# Lou’s the Cool Cats

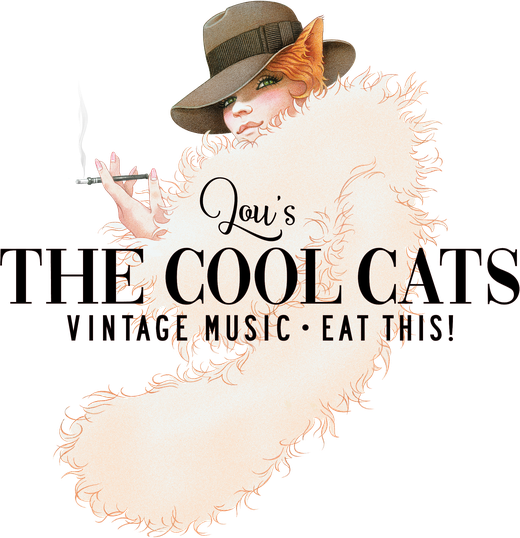
Logo von Lou’s the Cool Cats

Lou’s the Cool Cats ist ein Band-Ensemble aus Köln, welches 2010 von der Sängerin Lou Goldstein (bürgerlicher Name: Nina Bingemer) gegründet wurde und sich auf Musik im Vintage-Gewand (z. B. Jazz, Swing oder Motown Arrangements) von den Goldenen Zwanzigern bis zu den aktuellen 2020er Jahren spezialisiert.
Die Cool Cats präsentieren ihren eigenen Musikstil, den sie Vintage-Music nennen nicht nur live, sondern vertreiben auch die Aufnahmen der von ihnen selbst im bandtypischen Retrostyle umarrangierten und produzierten Fremdkompositionen über Spotify, Google Play und weitere populäre Musikportale.
Aus ursprünglich völlig unterschiedlichen Stücken wie z. B. Nothing Breaks Like a Heart von Mark Ronson und Miley Cyrus, Aeroplane von den Red Hot Chili Peppers, Bei mir bistu shein welches durch die Andrews Sisters bekannt gemacht wurde und Dance Monkey von Tones and I entstand ein homogenes Live-Programm. 2019 veröffentlichten die Cool Cats ihre erste Weihnachts-EP unter dem Namen „Christmas Kitsch“, 2021 veröffentlichten sie die Xmas-Single „At Christmas“ und 2022 brachten sie eine EP unter dem Namen „Vintage Trouble“ auf den Markt.

## Spielstätten
Senftöpfchen Theater (Köln), Schmidts Tivoli Theater (Hamburg), Harald Schmidt Show, Wintergarten Varieté (Berlin), Gloria-Theater (Köln), Apollo Varieté (Düsseldorf), Rheingau Musik Festival, Ludwigsburger Schlossfestspiele, Comödie Dresden, Stadthalle Chemnitz, GOP Varieté (Essen), Capitol Theater (Mannheim), Palais Schönburg (Wien), Konzerthalle Bad Neuenahr-Ahrweiler, Haus Leipzig.

## Mitglieder
Die Hauptbesetzung des Lou’s-the-Cool-Cats-Ensembles besteht aus der Pop- und Soul-Sängerin Lou Goldstein (bürgerlicher Name: Nina Bingemer), Musical-Sängerin Julie van Hoeven (bürgerlicher Name: Julia Heiser), der Kölschen Rockabilly-Sängerin Peggy Sugarhill (bürgerlicher Name: Ilona Gerulat) und folgenden Instrumentalisten: Jazzpianist Marcus Schinkel, Rock’n’Roll-Gitarrist Till Kersting, dem Schlagzeuger Martell Beigang und dem Kontrabassisten Max Schaaf.
Weitere Ensemblemitglieder sind die Pop-, Rock- und Soul-Sängerin Julischka (bürgerlicher Name: Julia Leisen), Musicalsängerin Jane (bürgerlicher Name: Juliane Katharina Maria Bischoff), Pop- und Soul-Sängerin Johanna Marschall, Musicalsängerin Maria Einfeldt, Gitarrist Matthias Maschwitz, Kontrabassist Alexander Boerner, Pianist Andreas Hirschmann, Schlagzeuger Marcus Möller und Lucy Flournoy, die nicht nur gesanglich, sondern vor allem tänzerisch die Band begleitet.
Das Ensemble wird stetig erweitert.